# Meester van Wavrin

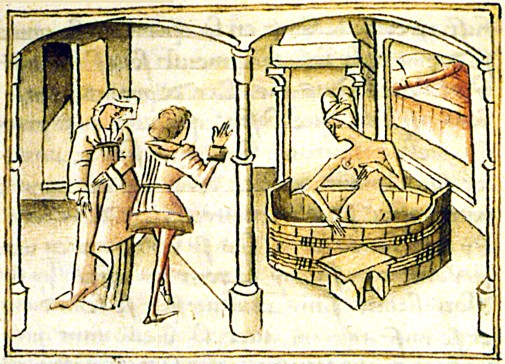
Miniatuur uit de Roman de Gérard de Nevers, Brussel, Koninklijke Bibliotheek van België, ms. 9631.

De Meester van Wavrin is de noodnaam voor een miniaturist die actief was tussen 1450 en 1465. Hij kreeg zijn naam naar Jean de Wavrin een hoveling van de Bourgondische hertogen, voor wie hij verschillende manuscripten verluchtte. Hij was waarschijnlijk werkzaam in Rijsel.

## Techniek
In tegenstelling tot de andere meesters uit die periode werkte de Wavrin-meester niet met tempera op perkament, maar hanteerde hij een aquareltechniek op papier. Hij tekende de omtrekken van de voorwerpen en figuren in zijn ontwerpen met pen en inkt om ze daarna wat op te hogen met gekleurde gewassen inkt of lijmverf. De overgrote meerderheid van zijn miniaturen is dus zeer sober en niet of weinig ingekleurd. Zijn werken doen denken aan onze moderne strips. Volgens Pascal Schandel was de meester een kopiist die zich had omgeschoold tot verluchter. Hij gebruikte pen, papier en aquarelkleuring waarvoor geen jarenlange opleiding nodig was en waardoor hij niet moest ingeschreven zijn bij het Rijselse gilde van de boekverluchters.

## Type werk
Deze meester verluchtte uitsluitend ridderromans die ontstonden aan het Bourgondische hof, meestal prozabewerkingen van oudere werken en enkele originele werken. In totaal kent men vijftien titels verdeeld over elf volumes die door de meester geïllustreerd werden. Hij werkte dikwijls alleen en hij vertoefde waarschijnlijk in de kleine kring van auteurs die deze werken produceerden. Hij werkte voornamelijk voor Jean, heer van Forestel, een natuurlijke zoon van Robert VII van Wavrin. De wapens van zijn opdrachtgever zijn in de helft van zijn oeuvre terug te vinden. Daarnaast vindt men in twee werken het wapen van Filips de Goede terug en in een ander volume dat van Jan II van Croÿ. De Wavrin-meester beschikte niet over voorbeelden voor zijn illustratiecycli en moest die dus zelf bedenken en ontwerpen. Uit zijn illustraties, dikwijls van komische inslag, blijkt dat hij de werken perfect kende en de tekst getrouw volgde.
De meester tekent hoekige figuren met lange benen in dikwijls vreemde houdingen. Zijn tekeningen doen aan soms aan karikaturen denken. Ook in de sequentie van zijn tekeningen houdt hij rekening met het verhaal en een tekening zal dikwijls refereren aan de vorige prent enkele bladzijden daarvoor.

## Werken
Hierbij een lijst van aan de meester toegeschreven werken.
- Roman de Florimont, 1450-1456, Parijs, Bibliothèque nationale de France, Ms fr.12566
- Roman du comte d'Artois, 1450-1460, Parijs, Bibliothèque nationale de France, Ms fr.11610
- Jean d'Avesnes, 1452-1460, Parijs, Bibliothèque nationale de France, Ms fr.12572
- Roman de Buscalus, na 1454, Parijs, Bibliothèque nationale de France, Ms fr. 9343-9344
- Histoire des seigneurs de Gavre, 1456, Brussel, Koninklijke Bibliotheek van België, ms. 10238
- Gérard de Nevers, 1450-1460, Brussel, Koninklijke Bibliotheek van België ms. 9631
- Le livre des amours du Châstellain de Coucy et de la Dame de Fayel, Rijsel,  Bibliothèque municipale de Lille, ms. God. 50
- Le livre de Olivier de Castilhe et de Artus d'Algarbe, son tresloyal compaignon. Universiteitsbibliotheek Gent, Hs. 470.
- Roman d’Othovien, 1454, Chantilly, Musée Condé, ms.652